# Théméricourt
Théméricourt egy község Franciaországban. Lakosainak száma 289 fő (2022. január 1.).

## Földrajza
Théméricourt Le Perchay, Avernes, Frémainville, Longuesse, Seraincourt, Us, Vigny és Commeny községekkel határos.

## Látnivalók

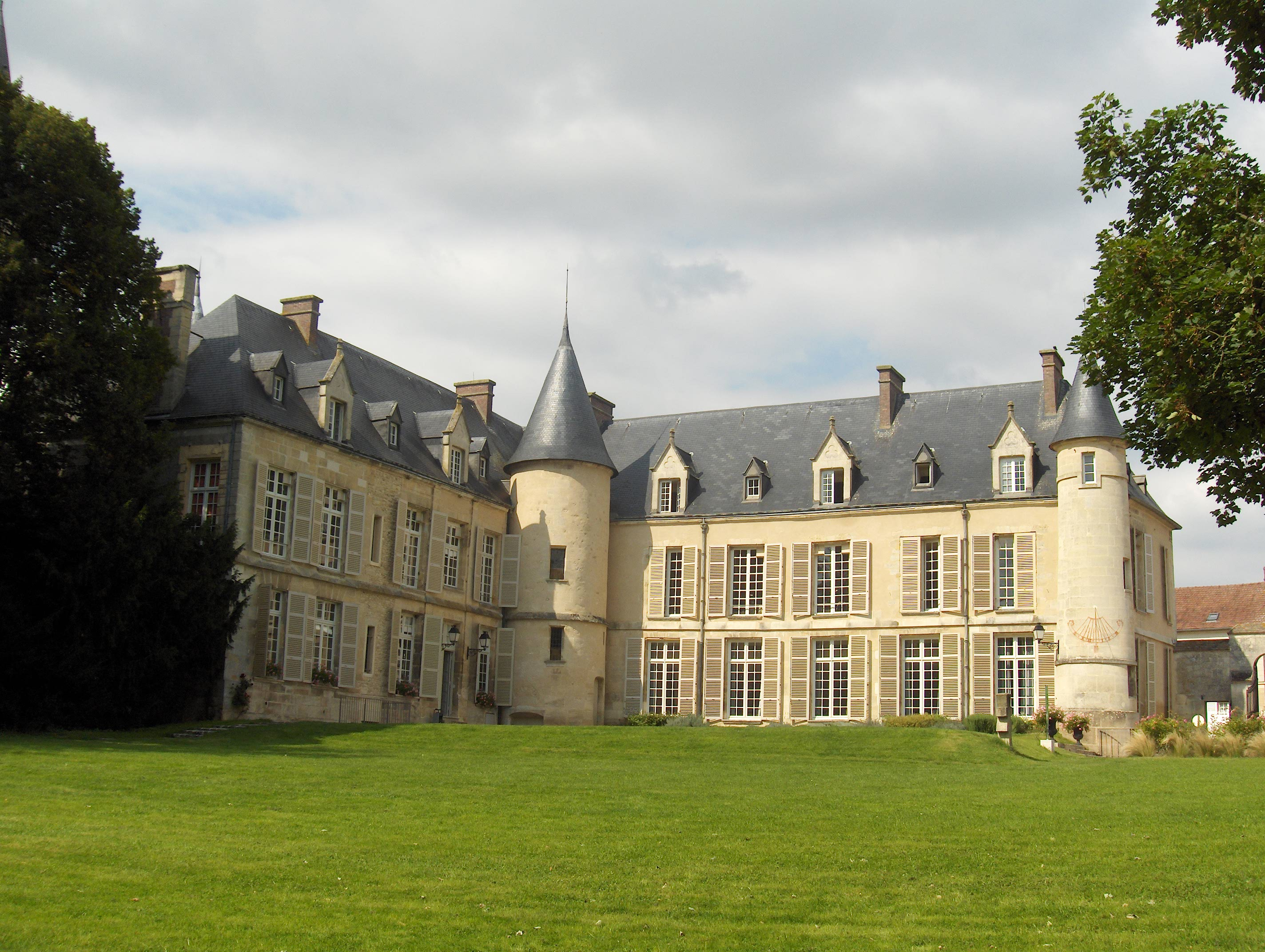
Château de Théméricourt, façade sur le parc
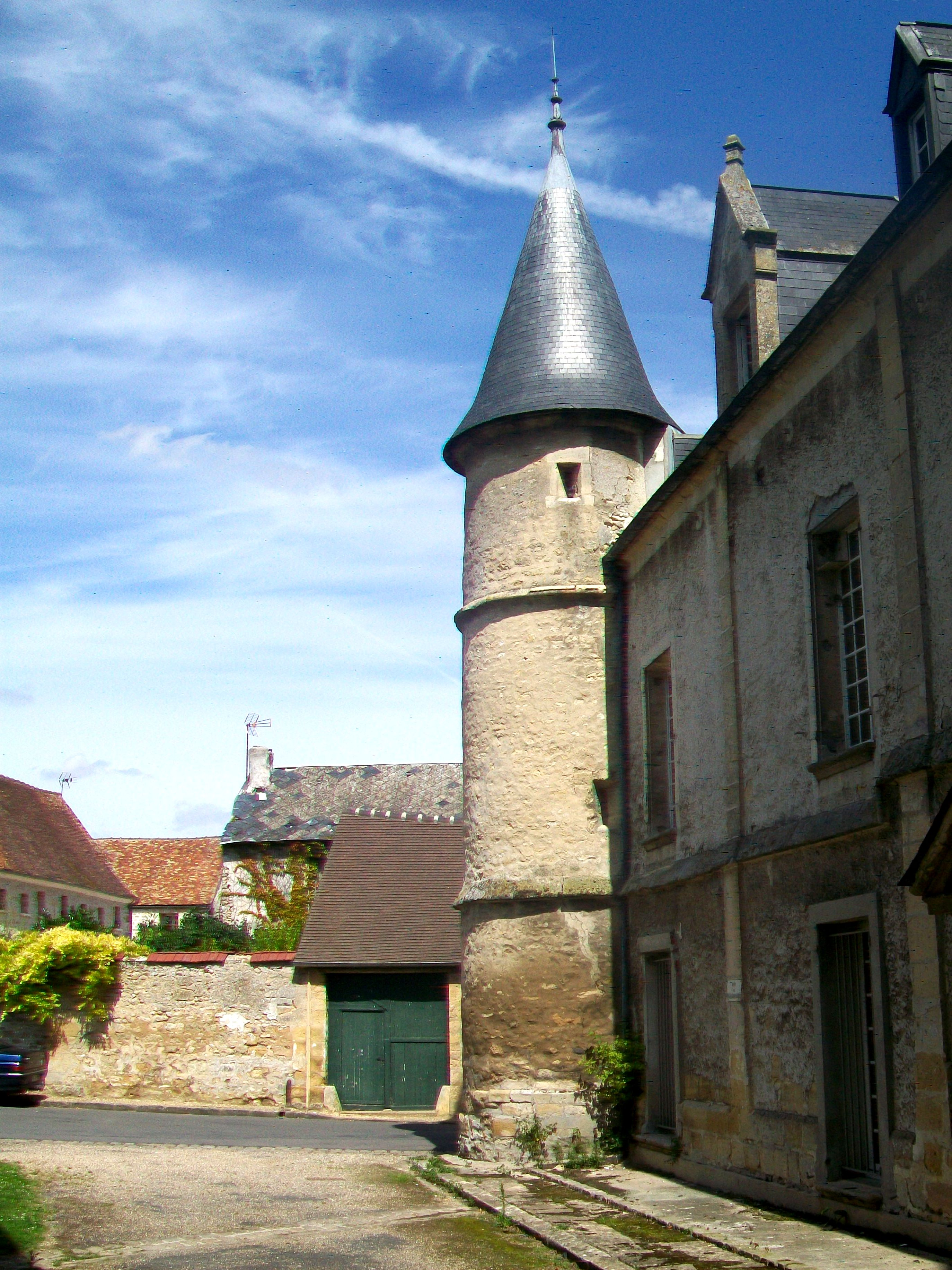
Tour du château côté place Saint-Lô
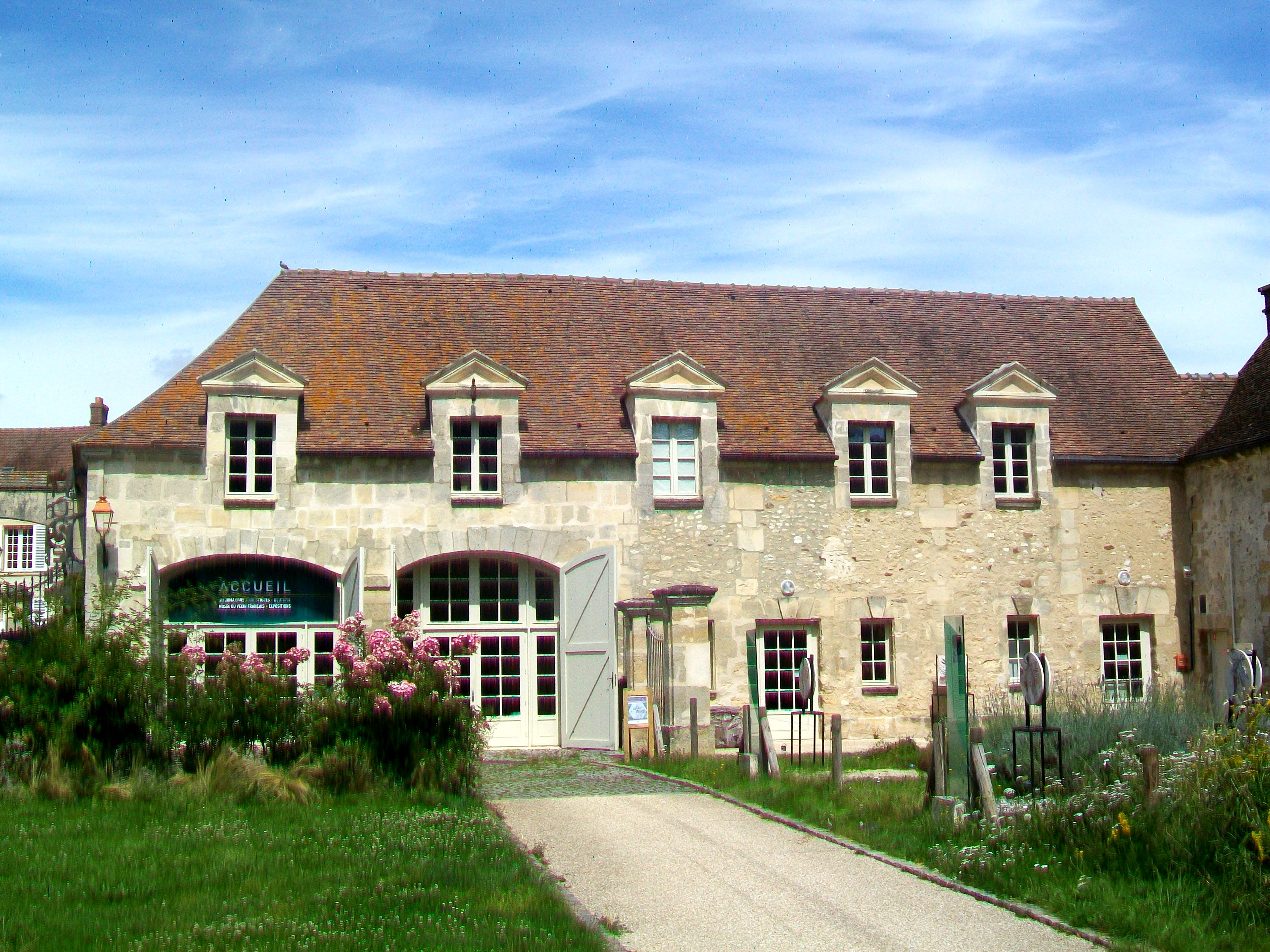
Communs du château - maison du Parc
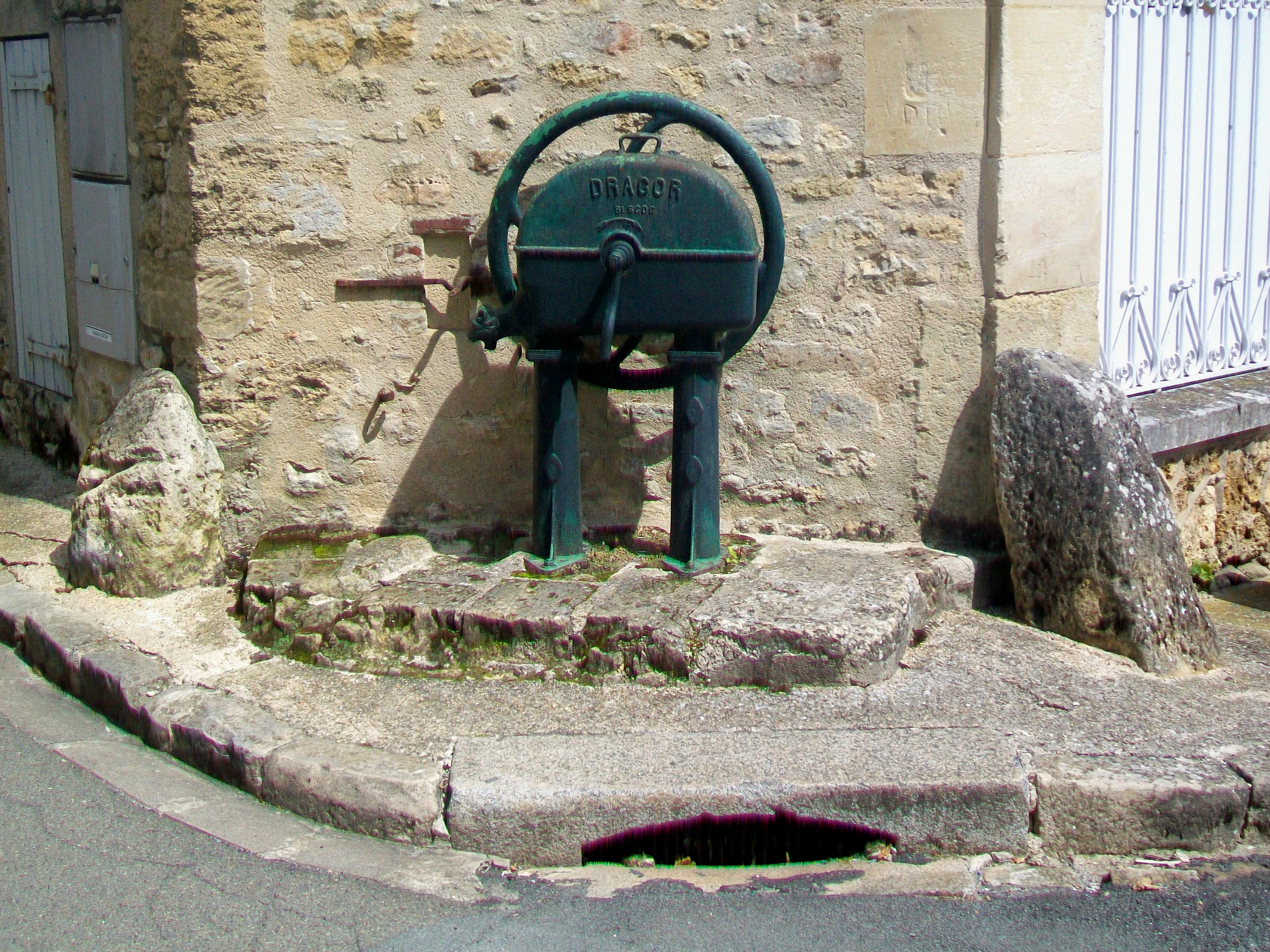
Fontaine publique avec pompe „Dragor”
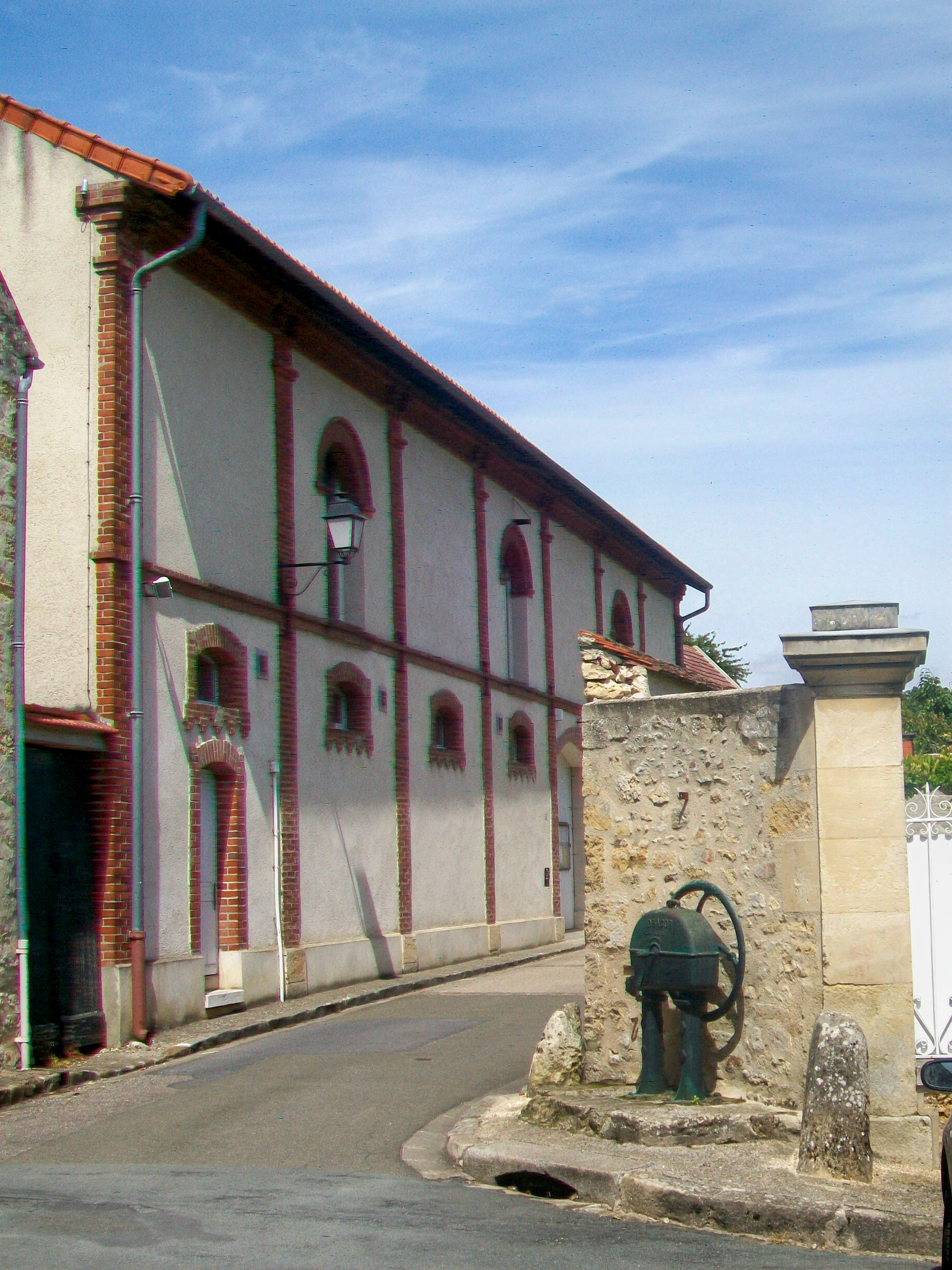
Ancienne bergerie de la fin du